# Rosa Valverde Lamsfus
Rosa Valverde Lamsfus (San Sebastián, 14 de febrero de 1953 - Ascain, Francia, 14  de febrero de 2015) es una artista plástica vasca. 

## Biografía
Rosa Valverde, es hija del también pintor Antonio Valverde, Ayalde. Acudió a la Academia Libre de los Jueves entre 1964 y 1967, creada por los artistas José Antonio Sistiaga y Esther Ferrer. Taller o academia de expresión libre "inspirada en las propuestas pedagógicas del francés Célestin Freinet". Estudió grabado y estampado en Florencia, Italia. Presentó su primera exposición individual en 1978 en el Museo San Telmo de San Sebastián y en la UNED de Vergara, a las que siguieron varias individuales en San Sebastián, Bayona y Bilbao. Se vinculó con los artistas de vanguardia, especialmente con Vicente Ameztoy y José Llanos, los pintores vanguardistas de Guipúzcoa.
En los años siguientes trabajó como profesora de arte en San Sebastián y Bayona. Además de las actividades de enseñanza, ha dedicado su vida, sobre todo a su vocación de artista, trabajando y exponiendo pinturas, dibujos, grabados e ilustraciones, incluyendo cajas de arte y objetos, entre otros. En sus obras han encontrado componentes ingenuos, surrealistas y psicodélicos.
Dirigió dos talleres de expresión plástica para niños y adultos en San Sebastián, en la década de los 90. Antes había realizado talleres de pintura con los niños de una guardería de Eguía (San Sebastián). Ha sido profesora de pintura del Centre de la Vie Citoyenne de Polo Beyris (Baiona) y desde 1997 trabaja en su taller de pintura, estampación, cerámica, etc., en su domicilio de Ascain (Laburdi).
En 1980 realizó una exposición individual en el Espacio 10 de la Fundación Joan Miró y en 2002 en San Sebastián, 25 urte rosarenean Rosa Valverden atzera begirako erakusketa/25 años en rosa una exposición retrospectiva de Rosa Valverde.
En 1997 se traslada a la localidad labortana de Ascain donde impartía clases a niños y adultos en su taller de pintura, estampación y grabado. En los últimos años, su obra artística adquirió un estilo «más naif» e incluso acercándose a la escultura, con figuras que colocaba en el jardín de su casa.
Tras su muerte la sala Menchu Gal de Irún, Guipúzcoa, organizó la exposición Rosa Valverde. Reflejos: vida y creación.

## Obras destacadas
- Monja castigada por un poste eléctrico, 1977
- El día, 1979
- La nit, 1979